# سرشماری ۱۹۵۰ ایالات متحده آمریکا
سرشماری ۱۹۵۰ ایالات متحده آمریکا هفدهمین دوره، از دوره‌های ۱۰ ساله سرشماری در ایالات متحده آمریکا بود. این سرشماری در ۱ آوریل ۱۹۵۰ برگزار شد.

## پرسش‌های موجود در سرشماری
در سرشماری سال ۱۹۵۰ ایالات متحده آمریکا از پاسخ‌گویان این پرسش‌ها پرسیده شد:
- نشانی
- منزل در مزرعه است؟
- نام
- ارتباط با سرپرست خانوار
- نژاد
- جنسیت
- سن
- guttural
- زاده
- متولد خارج هستند، تابعیت کجا هستند
- وضعیت شغلی
- میزان ساعت کار در هفته
- شغل، صنعت و طبقه کارگر

| رتبه | ایالت           | جمعیت      |
| ---- | --------------- | ---------- |
| 1    | نیویورک         | ۱۴٬۸۳۰٬۱۹۲ |
| 2    | کالیفرنیا       | ۱۰٬۵۸۶٬۲۲۳ |
| 3    | پنسیلوانیا      | ۱۰٬۴۹۸٬۰۱۲ |
| 4    | ایلینوی         | ۸٬۷۱۲٬۱۷۶  |
| 5    | اوهایو          | ۷٬۹۴۶٬۶۲۷  |
| 6    | تگزاس           | ۷٬۷۴۸٬۰۰۰  |
| 7    | میشیگان         | ۶٬۴۲۱٬۰۰۰  |
| 8    | نیوجرسی         | ۴٬۸۶۰٬۰۰۰  |
| 9    | ماساچوست        | ۴٬۶۹۰٬۰۰۰  |
| 10   | کارولینای شمالی | ۴٬۰۶۰٬۰۰۰  |
| 11   | ایندیانا        | ۳٬۹۵۲٬۰۰۰  |
| 12   | میزوری          | ۳٬۹۴۶٬۰۰۰  |
| 13   | جورجیا          | ۳٬۴۵۱٬۰۰۰  |
| 14   | ویسکانسین       | ۳٬۴۴۹٬۰۰۰  |
| 15   | تنسی            | ۳٬۳۰۴٬۰۰۰  |
| 16   | ویرجینیا        | ۳٬۲۶۲٬۰۰۰  |
| 17   | آلاباما         | ۳٬۰۶۰٬۰۰۰  |
| 18   | مینه‌سوتا        | ۲٬۹۹۵٬۰۰۰  |
| 19   | کنتاکی          | ۲٬۹۵۷٬۰۰۰  |
| 20   | فلوریدا         | ۲٬۸۲۱٬۰۰۰  |
| 21   | لوئیزیانا       | ۲٬۷۰۱٬۰۰۰  |
| 22   | آیووا           | ۲٬۶۲۱٬۰۰۰  |
| 23   | واشینگتن        | ۲٬۳۸۶٬۰۰۰  |
| 24   | مریلند          | ۲٬۳۷۶٬۰۰۰  |
| 25   | اکلاهما         | ۲٬۱۹۳٬۰۰۰  |
| 26   | میسیسیپی        | ۲٬۱۶۹٬۰۰۰  |
| 27   | کارولینای جنوبی | ۲٬۱۱۹٬۰۰۰  |
| 28   | کنتیکت          | ۲٬۰۰۷٬۲۸۰  |
| 29   | ویرجینیای غربی  | ۲٬۰۰۶٬۰۰۰  |
| 30   | کانزاس          | ۱٬۹۱۵٬۰۰۰  |
| 31   | آرکانزاس        | ۱٬۹۰۶٬۰۰۰  |
| 32   | اورگن           | ۱٬۵۳۲٬۰۰۰  |
| 33   | کلرادو          | ۱٬۳۳۷٬۰۰۰  |
| 34   | نبراسکا         | ۱٬۳۲۴٬۰۰۰  |
| 35   | مین             | ۹۱۱٬۰۰۰    |
| x    | بخش کلمبیا      | ۸۱۴٬۰۰۰    |
| 36   | رود آیلند       | ۷۷۹٬۰۰۰    |
| 37   | آریزونا         | ۷۵۶٬۰۰۰    |
| 38   | یوتا            | ۶۹۶٬۰۰۰    |
| 39   | نیومکزیکو       | ۶۸۷٬۰۰۰    |
| 40   | داکوتای جنوبی   | ۶۵۲٬۰۰۰    |
| 41   | داکوتای شمالی   | ۶۱۶٬۰۰۰    |
| 42   | مونتانا         | ۵۹۸٬۰۰۰    |
| 43   | آیداهو          | ۵۹۲٬۰۰۰    |
| 44   | نیوهمپشایر      | ۵۳۱٬۰۰۰    |
| x    | هاوائی          | ۴۹۱٬۰۰۰    |
| 45   | ورمانت          | ۳۷۷٬۰۰۰    |
| 46   | دلاویر          | ۳۲۱٬۰۰۰    |
| 47   | وایومینگ        | ۲۹۲٬۰۰۰    |
| 48   | نوادا           | ۱۶۲٬۰۰۰    |
| x    | آلاسکا          | ۱۳۸٬۰۰۰    |

| رتبه | شهر             | ایالت           | جمعیت     |
| ۱    | نیویورک         | نیویورک         | ۷٬۸۹۱٬۹۵۷ |
| ۲    | شیکاگو          | ایلینوی         | ۳٬۶۲۰٬۹۶۲ |
| ۳    | فیلادلفیا       | پنسیلوانیا      | ۲٬۰۷۱٬۶۰۵ |
| ۴    | لس آنجلس        | کالیفرنیا       | ۱٬۹۷۰٬۳۵۸ |
| ۵    | دیترویت         | میشیگان         | ۱٬۸۴۹٬۵۶۸ |
| ۶    | بالتیمور        | مریلند          | ۹۴۹٬۷۰۸   |
| ۷    | کلیولند         | اوهایو          | ۹۱۴٬۸۰۸   |
| ۸    | سنت لوئیس       | میزوری          | ۸۵۶٬۷۹۶   |
| ۹    | واشینگتن، دی سی | واشینگتن، دی سی | ۸۰۲٬۱۷۸   |
| ۱۰   | بوستون          | ماساچوست        | ۸۰۱٬۴۴۴   |
| ۱۱   | سان فرانسیسکو   | کالیفرنیا       | ۷۷۵٬۳۵۷   |
| ۱۲   | پیتسبورگ        | پنسیلوانیا      | ۶۷۶٬۸۰۶   |
| ۱۳   | میلواکی         | ویسکانسین       | ۶۳۷٬۳۹۲   |
| ۱۴   | هیوستون         | تگزاس           | ۵۹۶٬۱۶۳   |
| ۱۵   | بوفالو          | نیویورک         | ۵۸۰٬۱۳۲   |
| ۱۶   | نیواورلئان      | لوئیزیانا       | ۵۷۰٬۴۴۵   |
| ۱۷   | مینیاپولیس      | مینه‌سوتا        | ۵۲۱٬۷۱۸   |
| ۱۸   | سینسینتی        | اوهایو          | ۵۰۳٬۹۹۸   |
| ۱۹   | سیاتل، واشینگتن | واشینگتن        | ۴۶۷٬۵۹۱   |
| ۲۰   | کانزاس‌سیتی      | میزوری          | ۴۵۶٬۶۲۲   |